# Andrea Molino (musicista)
Andrea Molino (Torino, 1964) è un compositore e direttore d'orchestra italiano.

## Biografia
Andrea Molino è nato a Torino ed ha studiato a Torino, Milano, Venezia, Parigi e Friburgo. Vive a Zurigo e Parigi. 
Nel 1997, come direttore musicale della Pocket Opera Company di Norimberga, ha diretto la prima di Unreported inbound Palermo di Alessandro Melchiorre e nel 2000 la prima versione scenica di Surrogate Cities di Heiner Goebbels. I suoi progetti the smiling carcass Archiviato il 1º maggio 2008 in Internet Archive. (1999), sul tema della pubblicità, e Those Who Speak In A Faint Voice (2001), sulla pena di morte, entrambi in collaborazione con il fotografo italiano Oliviero Toscani, sono i primi esempi della sua attenzione verso un teatro musicale innovativo e multimediale. 
Dal 2000 al 2006 è stato direttore artistico di Fabrica Musica, il dipartimento musicale del centro di ricerca sulla comunicazione Fabrica. CREDO, teatro musicale multimediale sul tema dei conflitti etnici e religiosi, ha debuttato nell'aprile 2004 allo Staatstheater Karlsruhe ed è stato quindi presentato alla Stazione Termini di Roma con l'Orchestra del Maggio Musicale Fiorentino, sempre sotto la sua direzione, in occasione del Summit Mondiale dei Premi Nobel per la Pace; nel luglio 2005 ha poi inaugurato il Queensland Music Festival, in Australia. WINNERS, sul tema "vincitori e vinti", ha debuttato sotto la sua direzione nel luglio 2006 al Brisbane Festival, in Australia, per poi essere presentato in prima europea l'ottobre 2006 a Parigi nella Grande Salle del Centro Georges Pompidou.
La prima mondiale del concerto scenico multimediale un Temps vécu, ou qui pourrait l'être ha avuto luogo nel giugno 2008 presso Le Fresnoy, a Lille, dove Molino è stato “Artiste Invité” per la stagione 2007-2008.
Nell'ottobre 2009 ha assunto la direzione artistica del World Venice Forum di Venezia. Nel concerto di chiusura alla Basilica dei Frari ha diretto l'Orchestra della Fenice nel suo concerto multimediale Of Flowers And Flames, in occasione del 25º anniversario della tragedia di Bhopal, in India. La prima di Three Mile Island, sull'incidente nucleare in Pennsylvania nel 1979, è avvenuta nel marzo 2012 allo ZKM - Centre for Arts and Media a Karlsruhe con i Neue Vocalsolisten Stuttgart e il Klangforum Wien. Il progetto ha ricevuto il Music Theatre Now Award 2012.
La sua opera - qui non c'è perché - è andata in scena al Teatro Comunale di Bologna nell'aprile 2014; è stata ripresa a maggio 2015 a deSingel di Anversa per Vlaamse Opera (Opera XXI Festival). 
I want the things, scritto per David Moss (musicista), è stato presentato nel 2020 dall'Abbey Theatre di Dublino nell'ambito del progetto Dear Ireland. Nel novembre 2021 The Garden of Forking Paths è stato presentato a Palazzo Madama a Torino; il progetto ha visto il primo utilizzo pubblico della piattaforma SWARMS, sviluppata con il Centro di Ricerche RAI a Torino. L'installazione video musicale Il senso del luogo - Montepulciano ha accompagnato l'edizione 2022 del Cantiere Internazionale d'Arte di Montepulciano.
La vérité, pas toute, per 32 voci, 8 percussioni, live electronics e video è stata eseguita nel luglio 2023 al Chigiana International Festival a Siena.

Progetti recenti come direttore d’orchestra comprendono  la prima di Melancholia di Mikael Karlsson all'Opera reale svedese a Stoccolma, l'inaugurazione del Chigiana International Festival a Siena con Coro e Voci di Luciano Berio, il progetto New York Stories con la Sydney Symphony Orchestra, Wozzeck di Alban Berg con la regia di William Kentridge e Il Naso di Dmitrij Šostakovič per la regia di Barrie Kosky per Opera Australia alla Sydney Opera House e la prima mondiale di The Cellist di Cathy Marston alla Royal Opera House a Londra.  
Per Opera Australia in precedenza aveva diretto tra l'altro il Kròl Roger con la regia di Kasper Holten (Green Room Award 2018), Carmen, Tosca e La bohème (quest'ultima come Gala di Capodanno 2015 alla Sydney Opera House), Macbeth e Un Ballo in Maschera (con la regia di Àlex Ollé - La Fura dels Baus). Al Gran Teatro La Fenice di Venezia ha inaugurato la stagione sinfonica 2010 con la prima del Requiem di Bruno Maderna (CD Stradivarius, Premio Abbiati 2022); alla Fenice aveva inaugurato la Biennale Musica 2005 con Surrogate Cities di Heiner Goebbels e diretto le prime del Signor Goldoni di Luca Mosca e de Il Killer di Parole di Claudio Ambrosini. 
Ha diretto l'Orchestra del Maggio Musicale Fiorentino, l'Orchestre Philharmonique de Bruxelles, la Badische Staatskapelle Karlsruhe, i Bochumer Symphoniker, la Sydney Symphony Orchestra, la Melbourne Symphony Orchestra, la Queensland Symphony Orchestra, la BBC SSO di Glasgow, la Royal Swedish Orchestra di Stoccolma, la Malmoe Opera Orchestra, l'Orchestre national du Capitole de Toulouse, l'Orchestre national de Lyon tra l'altro all'Edinburgh International Festival, Konzerthaus di Vienna, Berliner Festspiele / März Musik alla Philharmonie di Berlino, Sydney Festival, Queensland Music Festival, Brisbane Festival, Beijing Opera House, Tchaikovsky Concert Hall a Mosca, Copenhagen Opera Festival, Teatro Comunale (Bologna), Teatro dell'Opera di Roma, Opéra national de Nancy, Staatstheater Darmstadt, Romaeuropa Festival.
Le sue registrazioni sono pubblicate in CD e DVD tra l'altro da Stradivarius, Milano, Naïve, Parigi, ECM, Monaco di Baviera, e ABC Classics, Sydney. Le sue composizioni sono pubblicate da RAI Com, Nuova Stradivarius e Ricordi.

## Composizioni principali
- La vérité, pas toute (2023), per 32 voci, 8 percussionisti, 16 videocamere itineranti e live electronics
- Il senso del luogo - Montepulciano (2022), installazione video musicale
- The Garden of Forking Paths (2021), azione musicale multimediale per quattro attori itineranti, quartetto di saxofoni itinerante ed ensemble strumentale in connessione audiovisiva live
- Chants de fragilité (2021) per violino solo, video, 16 violinisti e orchestra
- A System of Reality (- the looting starts, the shooting starts -) (2020) per viola sola
- I want the things (2020), video musicale per voce sola con percussioni (per David Moss)
- The Sense of the Place - Dublin (2019), serie di video musicali per clarinetto basso solo
- - qui non c'è perché - (2014), teatro musicale multimediale per solisti vocali e strumentali, grande orchestra, live electronics e live video
- Three Mile Island (2012), concerto scenico multimediale per ensemble vocale, ensemble strumentale, live electronics e live video
- Open, Air (2012), per voci, strumenti e orchestra in spazio aperto
- Of Flowers And Flames (2009), concerto multimediale per grande orchestra e live video in occasione del 25ºanniversario del disastro di Bhopal, India
- Un Temps vécu, ou qui pourrait l'être (2007-2008), concerto scenico multimediale per vocalista, corno di bassetto, percussione, attrice, live electronics e live video
- Winners (2005-06), azione musicale multimediale per 2 sassofoni, 7 percussionisti solisti (Taiko), grande orchestra, live electronics e live video
- Credo (2003-04), teatro musicale multimediale per solisti vocali e strumentali, attori, grande orchestra, live electronics, live video e connessioni live via satellite live
- Drops On A Hot Stone (2001) per ensemble strumentale, live electronics e live video
- Those Who Speak In A Faint Voice (2000-2001) per vocalista, sassofono solo, ensemble strumentale, live electronics e live video
- Voices (2000) per vocalista, ensemble strumentale, live electronics e live video
- The smiling carcass (1998-99) per vocalista, 2 attori, ensemble madrigalistico, sassofono solo, ensemble e live electronics
- Earth and Heart Dances (1997) per 5 percussionisti e live electronics
- Gesti per un tempo di passione (1996) per 14 strumenti

## Discografia e DVD
- Bruno Maderna: Requiem (Carmela Remigio, soprano; Veronica Simeoni, mezzosoprano; Mario Zeffiri, tenore; Simone Alberghini, basso; Coro e Orchestra del Teatro La Fenice, direttore: Andrea Molino; Stradivarius STR37180, 2022)
- Autori Vari: Agony and Ecstasy (Emma Matthews, Soprano; Melbourne Symphony Orchestra, direttore: Andrea Molino; ABC Classics, 2016)
- Autori Vari: The Kiss (Nicole Car, Soprano; Opera Australia Orchestra, conductor: Andrea Molino; ABC Classics, 2015)
- Marc Sinan: Hasretim (DVD della prima mondiale, Dresdner Sinfoniker, direttore: Andrea Molino; ECM, Monaco di Baviera, 2013)
- CREDO (DVD della prima mondiale, direttore: Andrea Molino; Naïve, Paris, 2006)
- Luca Mosca: Signor Goldoni (DVD della prima mondiale al Teatro La Fenice di Venezia; DVD Dynamic 33600, 2008)
- the smiling sarcass (registrazione dal vivo della produzione della Pocket Opera Company in collaborazione con Bayerischer Rundfunk, direttore: Andrea Molino; CD Stradivarius STR 33558 (1999)
- Bruno Maderna: Serenata n.2, Concerto per 2 pianoforti (A. Orvieto, M. Rapetti, Pf.; Ex Novo Ensemble, Venezia; Demoé Percussion Ensemble, Aosta, direttore: Andrea Molino; CD Stradivarius STR 33536, 1999)
- Earth and Heart Dances (Demoé Percussion Ensemble, Aosta; CD Stradivarius STR 33499, 1998)